# 民间科学家
民间科学家，或稱科妄、妄人科學家、科學妄人、民科，具有偏执倾向，在缺乏科研素养的同时，运用大规模宣传、向有所属单位的科研工作者寄送电子邮件、求见权威科研工作者等方法强行推广自己的理论。由于民间科学爱好者所具有的共性，他们事实上已经成为社会学意义上的研究对象。
在中國大陸，民间科学家（民科）也是对极少接受过（或拒绝）正规科學学习及训练，却又经常热衷于相关领域研究之人士的一种称谓，部分民间科学家潜心学习，通过正当方式发表论文（也存在发表掠夺性期刊的情况），其科研成果通过同行评审，确实有一定贡献。

## 语义及判断
雖然民间科学家不完全是貶義，但一般来说，当使用引号括起，或者使用简称“民科”的时候，就意味着带有贬义。通常，他们的意见不会在任何有影响力的学术刊物上发表。因此，有人认为，不带贬义的民间科学家应当改用业余科学家一词以资区别。
民间科学家，在带有负面的含义时，与英文的Crank类似，表示一种持有某种独特的、不为主流学术界所接受的理论（不一定是自然科学理论），却孜孜不倦地不断投入精力和时间、金钱进行研究、宣传、拉赞助，并拒不接受相对专业的批评意见的人。例如，他们常常宣称自己证明了哥德巴赫猜想，发明了永动机等等。
中文意與Crank較接近，该词对应的完全貶義的詞語為「科學妄人」或「科妄」。

## 成因

### 心理因素
还有一部分民间科学家纯粹出于沽名钓誉或引人注目的目的。

### 历史因素
在中国大陆，有学者分析，民科的出现也与“大跃进”思潮、1980年代中国官方对于科学家的宣传和重视等历史因素有关。
1980年代以前的主流意识形态一直强化着这样一种价值观念：一个人要有远大的理想（比如为国争光，为人类造福等等），为此，个人的物质生活乃至生命都是可以并且应该牺牲的，是谓献身。……当不足以牺牲生命时，就强调对物质生活的牺牲——“苦行”。……在这种语境中，苦行与牺牲都具有很高的意识形态价值。反过来，苦行与牺牲的决心与程度，又成为其衡量精神和理想是否纯粹的标志。民间科学爱好者的理想主义姿态与这种语境正相一致。同时，这种“争光理想”与某些传统思想，如孟子之“天将降大任于斯人也，必先苦其心智，劳其筋骨，饿其体肤……”民间之“吃的苦中苦，方为人上人”，在表现形式上并无二致。因而民间科学爱好者的理想主义表观下，也可能潜藏着某种功利之心。……然而，为什么是科学，具体而言，为什么是哥德巴赫猜想之类的科学领域成为民间科学爱好者献身的对象？
从五四运动开始，科学的地位日渐提高。1949年之后，唯科学主义成为主流意识形态的一部分，科学常用作形容词，代表正确的、高明的、有效的。投身科学事业一度是广大青年的美好选择。然而在文革期间，虽然“科学”这个词仍然具有意识形态价值，但具体的科学工作和科学工作者的社会地位一再下降，甚至有了负的意识形态价值。这时，科学已经不能作为实现“争光理想”的手段。
1976之后，中国社会开始发生巨变。1977年高考恢复，1978年3月全国科学大会召开，“科学的春天”在中国大地突然降临，科学家重新获得了崇高的地位。“学好数理化，走遍全天下”成为当时的流行语。……甚至在1980年前后高中文理分科时，曾存在普遍的文科歧视——只有理科学不好的人才会去学文科。
——田松，《民间科学爱好者的基本界定及其成因分析》
在英語語系下的民科一詞可追溯到1833年，與其類似的另一個詞“胡思亂想的”（英語：cranky）則是1821年創造出來的。該詞隨後因為霍勒斯·格里利在總統競選時被用該詞嘲笑而知名。
1906年，《自然》期刊定義當時的民科為：
一個民科就是思想觀念無法被轉變的人。 
 — 自然，1906年11月8日刊

## 评价

### 正面

#### 肯定业余科学家
一些真正的科学家，没有经过常规的升学途径，或业余进行研究，仍然通过令人可信的研究成果赢得同行的尊重。如数学家华罗庚，遗传学奠基人孟德尔，鱼类研究学者日本明仁天皇，以及古生物研究者郑晓廷等。

#### 事实贡献
有人认为部分知識確實並不一定需要特定的培育养成方式，民间科学家事实上仍然可以在以下领域做出原创性的发现：
- 博物学的资料收集整理
- 天文学的新星体发现[2]
- 新物种和化石的发现
- 人文科学研究

### 负面
专业的科学工作者多对民科持否定的态度。方舟子认为“民间科学家”称为“科学妄想家”更合适，也指出人们常将鼓励民间技术发明和鼓励民间科学研究混为一谈。

#### 误导公众
21世紀初以來有部分自称“民间科学家”者不断在网络上引起激烈争论，由于他们的理论不容于学术界而又极度固执己见，并在媒体上掀起过风波，并引发激烈的争论。对于民间科学家的同情者和对于正统科学的捍卫者也产生了矛盾。
部分在其他领域有一定影响力的人士（如廖凯原推出“轩辕反熵体系”、燕山大学教授李子豐的《坚持唯物主义时空质能观 发展牛顿物理学》以及成立於2002年反對相對論的北京相对论研究联谊会）利用自身的名誉和财力，大肆推广其理论，对于公众、学术机构和媒体造成一定困扰。

#### 妨碍科学工作者
缺乏科学素养的民间科学家，往往会寻找科研院所或院校的研究员或者教授，甚至一些诺贝尔奖获得者，获得一些认同，或者试图让对方指导，乃至于想要驳倒对方。对此，大学、科研院所及个人也有了不同的应对方法。除了本人或指派秘书置之不理外，还有设置题目作为关卡，公开发表声明等较为柔性的方法：
- 杰拉德·特·胡夫特撰写了《如何成为糟糕的理论物理学家》。[18]
- 一个都市传说描写了这样一个啼笑皆非的故事：中国科学院为应对民间科学家来访，制作了若干道数学题，训练保安掌握这些题目，以作为鉴定民间科学家是否的确有真本事的方法。[19]
- 北京师范大学教授田松曾专门撰写论文研究“民科”现象。[2]

#### 资源浪费
部分民间科学家具有强烈的使命感，不能与科学共同体甚至与世俗社会达成正常的交流，甚至出现某种妄想的特征。一些民间科学家因执着于错误的追寻理想的路线，进而丧失基本的生存能力。

## 扩展阅读
- Dudley, Underwood. . New York: 施普林格科学+商业媒体. 1987. ISBN 0-387-96568-8.
- Dudley, Underwood. . Washington, D.C.: 美国数学协会. 1992. ISBN 0-88385-507-0.
- Dudley, Underwood. . Washington, D.C.: 美国数学协会. 1996. ISBN 0-88385-514-3.
- Dudley, Underwood. . Washington, D.C.: 美国数学协会. 1997. ISBN 0-88385-524-0.
- Dudley, Underwood.  (PDF). The UMAP Journal, 29.1. 2008.[永久]
- Eves, Howard. . Boston: Prindle, Weber & Schmidt. 1972. ISBN 0-87150-154-6.
- Gardner, Martin. . New York: Dover. 1957. ISBN 0-486-20394-8. LCCN 57003844.
- Williams, William F. (Editor) (2000). Encyclopedia of Pseudoscience: From Alien Abductions to Zone Therapy Facts on File ISBN 0-8160-3351-X
- Kossy, Donna. Kooks: A Guide to the Outer Limits of Human Belief, Los Angeles: Feral House, 2001 (2nd ed. exp. from 1994). (ISBN 978-0-922915-67-5)
- Kruger, Justin; David Dunning.  (PDF). J. Pers. Soc. Psychol. 1989, 71 (6): 1121–1134  [2020-09-05]. PMID 10626367. doi:10.1037//0022-3514.77.6.1121. （原始内容存档 (PDF)于2021-04-19）.